# Juan Carrero Saralegui
Juan Carrero Saralegui (Arjona, Jaén, 1951) es el presidente de la Fundació S’Olivar[1] desde su constitución en 1992. Se trata de una fundación no confesional que podría inscribirse en el movimiento de la no violencia y que tiene sus raíces en una pequeña comunidad contemplativa católica que nació en 1970 en la Finca de S’Olivar, en la mallorquina Serra de Tramuntana. Su espiritualidad podría ser expresada con dos frases. La primera de mahatma Gandhi: “Me siento hermano de todos y, para ser feliz, necesito ver feliz al más pequeño de mis semejantes”. La segunda de Martin Luther King: “Jesucristo me ha dado la inspiración, mahatma Gandhi el método”.
A finales de 1973, a sus veintidós años, Juan Carrero conoció el movimiento de la no violencia a través de la comunidad del Arca y de Lanza del Vasto, el discípulo europeo de mahatma Gandhi. Y en ella también encontró a Susana Volosín Sexer, con la que más tarde contraería matrimonio. Un año más tarde, en 1974, en plena carrera armamentística de la llamada guerra fría, decide declararse objetor de conciencia al servicio militar obligatorio y empezar a forzar un servicio social alternativo. Así, durante tres años, el doble que el servicio militar obligatorio, Juan Carrero -prófugo de la justicia militar española- y su esposa vivieron con los indígenas quechuas, trabajando como maestros rurales en las estribaciones de los Andes argentinos, en el límite con Chile y Bolivia. Eran los años en los que el general Videla y sus compañeros golpistas asolaron Argentina con torturas, crímenes, secuestros y desapariciones.
A finales de 1992, Juan Carrero y otros compañeros toman la decisión de constituir la Fundació S’Olivar con el objetivo de ayudar a paliar tanto sufrimiento e intentar denunciar y erradicar sus causas profundas. En 1995 la Fundación empezó a tomar conciencia del importante vacío de denuncias y presión no violenta que existía respecto al gran y silenciado genocidio que se desarrollaba en el África de los Grandes Lagos. Sintió entonces el deber de enfrentarse a esa gran tragedia siguiendo a Jesús de Nazaret, mahatma Gandhi, Martin Luther King, monseñor Romero o monseñor Munzihirwa en el ex Zaire.
En su libro Los cinco principios superiores Juan Carrero explica: “Esas leyes de ‘otro orden’ que guiaron a mahatma Gandhi existen realmente. Se trata de unas leyes capaces de producir el ‘milagro’ de la multiplicación desproporcionada de nuestros pequeños esfuerzos; el ‘milagro’ de la multiplicación del bien frente al mal; el ‘milagro’ de encontrar paradójicamente nuestra propia felicidad en el momento mismo de condicionarla a la felicidad de los más desvalidos; el ‘milagro’ de que el más pesado de los yugos, la renuncia a nosotros mismos (una carga que es superior a nuestras propias fuerzas), se vuelva suave y ligero en el mismo momento en el que lo aceptamos y confiamos en que una Fuerza superior nos ayude a llevarlo; incluso el ‘milagro’ de que hasta el más pequeño de todos nosotros pueda cambiar el curso de la historia.”

## Acciones para La Paz
Así fue como Juan Carrero inició, junto a otros compañeros, casi 2000 kilómetros de marchas o un ayuno de cuarenta y dos días. Recibieron importantes apoyos (los de diecinueve premios Nobel o los de los grupos políticos del Parlamento Europeo,[2] etc.[3]). Las tareas de la Fundación S’Olivar han ido apuntando cada día con más claridad a aquellos niveles internacionales en los que hay que buscar las responsabilidades últimas de estas tragedias. Cree que el diálogo y las negociaciones son con frecuencia insuficientes e incluso imposibles, por lo que se hace inevitable la intervención de la justicia. Diálogo Intra Ruandés[4], búsqueda de la verdad y justicia internacional[5] son realidades y niveles diferentes, aunque interrelacionados. De esta convicción nació el “Forum Internacional para la Verdad y la Justicia en el África de los Grandes Lagos”, que Juan Carrero promovió. En opinión de muchas organizaciones y de auténticos expertos sobre este conflicto, sus acciones son las más importantes que se vienen realizando en favor del retorno de la paz y la reconciliación en Ruanda y para el fin de las continuas agresiones a la RD del Congo. O, como afirmó el Congreso de los Diputados, en una resolución aprobada por unanimidad: estas acciones son “una de las piezas claves para la pacificación global en la Región de los Grandes Lagos Africanos”[6].

## Conferencias y publicaciones
Juan Carrero ha impartido múltiples conferencias y ha participado en numerosos congresos, jornadas y otros foros de debate.[7] Diversos medios de comunicación le han realizado entrevistas. Y también él a su vez ha escrito múltiples artículos de opinión.[8] Cabe destacar el documento conjunto “El África de los Grandes Lagos: diez años de sufrimiento, destrucción y muerte”[9]. Hasta la fecha han sido publicados cuatro libros suyos: África, la madre ultrajada (marzo de 2010)[10], La hora de los grandes “filántropos” (enero de 2012)[11], Los cinco principios superiores (marzo de 2015)[12] y El "Shalom" del resucitado (julio de 2018)[13].

## Premios y reconocimientos
Ha recibido numerosos premios y reconocimientos: desde el Memorial de la paz y la solidaridad entre los pueblos en 1996 hasta la Medalla de oro del Consejo Insular de Mallorca en 2013[14]. Adolfo Pérez Esquivel presentó por primera vez su candidatura al premio Nobel de la Paz el año 2000. Ésta recibió muchos e importantes apoyos:[15] el de un gran número de instituciones (como el mismo Parlamento Español o el Gobierno de las Islas Baleares), organizaciones (tanto ruandesas como europeas), obispos y congregaciones misioneras, juristas (como Baltasar Garzón o Margarita Robles), universidades, personalidades (como Vicente Ferrer, Ramón Panikkar, José Mª Mendiluce, y muchos otros tras ellos cronológicamente) y más de 8000 ciudadanos preocupados por la tragedia que se vive en el África de los Grandes Lagos. Durante una década dicha candidatura fue renovada ya sea por Adolfo Pérez Esquivel o por otras personalidades.